# Montelukast
Il montelukast è un farmaco antiasmatico con attività antagonista sui recettori per i leucotrieni. In Italia il farmaco è venduto dalla società farmaceutica Merck Sharp and Dohme con il nome di Singulair nella forma farmacologica di compresse masticabili, ad uso pediatrico, di colore rosa contenenti 5 mg di principio attivo e di compresse rivestite da film di colore beige, da 10 mg. Essendo scaduto il brevetto sulla molecola il farmaco è prodotto da numerose altre società farmaceutiche come medicinale equivalente.

## Farmacodinamica
Montelukast è un inibitore dei recettori dei leucotrieni, in particolare del recettore dei cisteinil-leucotrieni di tipo 1 (CysLT1).
I cisteinil-leucotrieni (LTC4, LTD4, LTE4) sono degli eicosanoidi (fattori infiammatori) rilasciati da diverse cellule, tra cui mastcellule ed eosinofili.
Il legame di questi leucotrieni con lo specifico recettore causa la contrazione della muscolatura liscia bronchiale, aumentata la secrezione di muco, la permeabilità vascolare ed il reclutamento degli eosinofili (aumento degli eosinofili nel circolo periferico e nelle vie aeree).
I leucotrieni sono quindi uno dei fattori responsabili dell'attacco asmatico. Montelukast, e molecole simili come lo zafirlukast, sono antagoniste di tali recettori, funzionando cioè attraverso un meccanismo di saturazione recettoriale. Ciò significa che, legandosi ai recettori, non evocano alcuna risposta, ma impediscono meccanicamente ai ligandi fisiologici di interagirvi. I leucotrieni perciò, trovando i recettori occupati, non possono attivare la trasduzione del segnale che induce la broncocostrizione.
A dimostrazione di ciò in studi clinici sperimentali montelukast a bassi dosaggi si è dimostrato in grado di inibire la broncocostrizione causata dall'inalazione di LTD4. Inoltre, montelukast risulta essere un inibitore più potente ed efficace rispetto a zafirlukast.

## Farmacocinetica
Dopo somministrazione per via orale montelukast viene rapidamente assorbito dal tratto gastroenterico. La concentrazione plasmatica massima (Cmax) viene raggiunta dopo circa 3 ore (Tmax) dalla somministrazione a digiuno.
La biodisponibilità varia dal 63% al 73% (media del 64% circa). Biodisponibilità orale e picco plasmatico non sembrano essere influenzati dalla contemporanea assunzione di cibo. Il legame della molecola con le proteine plasmatiche è estremamente tenace: più del 99% di montelukast si lega ad esse, in particolare all'albumina.
Studi sperimentali sui ratti e sull'uomo hanno evidenziato che montelukast oltrepassa in modo significativo la barriera ematoencefalica, probabilmente per effetto di trasporto dell'albumina.
Rispetto allo zafirlukast, il montelukast presenta una più estesa metabolizzazione epatica.
Gli studi effettuati mostrano un ampio coinvolgimento del citocromo P450 ed in particolare degli isoenzimi CYP3A4 e CYP2C9 e CYP2A6. L'ampio metabolismo spiega la più breve emivita di quest'ultima molecola, compresa tra le 3 e le 6 ore.
L'escrezione del farmaco avviene quasi esclusivamente tramite la bile. Gli studi sperimentali con montelukast radiomarcato hanno mostrato che l'86% del farmaco viene eliminato nelle feci, entro cinque giorni, e meno dello 0,2% attraverso le urine.

Nei soggetti anziani e nei pazienti con insufficienza epatica da lieve a moderata, non è necessario alcun aggiustamento del dosaggio. Data la scarsa eliminazione per via renale, non è dato attendersi la necessità di aggiustamenti della dose nei soggetti con insufficienza renale.

## Usi clinici
Montelukast trova indicazione per il trattamento dell'asma come terapia aggiuntiva, qualora altri agenti (agonisti β-adrenergici ad azione rapida e steroidi per via inalatoria)da usare "al bisogno" non si dimostrino efficaci nel fornire un adeguato controllo clinico.
Al contrario dei farmaci Beta 2 agonisti selettivi, montelukast non serve per la terapia dell'attacco acuto di asma, né deve essere considerato una terapia sostitutiva dei corticosteroidi somministrati per via inalatoria. Il farmaco trova invece la propria applicazione nella prevenzione e nell'inibizione dell'insorgenza dell'asma, benché si sia dimostrato meno efficiente dei corticosteroidi assunti per via inalatoria.
Un ulteriore utilizzo si ha nei soggetti particolarmente sensibili all'azione broncocostrittrice dell'aspirina e di altri FANS, così come nel trattamento sintomatico della rinite allergica stagionale,sempre nei soggetti in cui è indicato per la terapia dell'asma.
Può essere inoltre utilizzato per la profilassi dell'asma in quei soggetti in cui predomina la broncocostrizione indotta dall'esercizio fisico.

## Effetti collaterali
| Tipi di reazioni                                 | Comuni (>1/100, <1/10)                          | Non comuni (>1/1.000, <1/100) | Rare (>1/10.000, <1/1.000)   | Molto rare (<1/10.000)              | Frequenza non nota |
| ------------------------------------------------ | ----------------------------------------------- | --- | ---------------------------- | ----------------------------------- | ------------------ |
| Malattie del sistema nervoso                     | - Cefalea                                       | - Capogiro - Sonnolenza - Parestesia - Ipoestesia - Convulsioni                                                                                  |                              |                                     |                    |
| Disturbi psichiatrici(2)                         |                                                 | - Disturbi del sonno - incubi - Insonnia - Sonnambulismo - Irritabilità - Stato ansioso - Irrequietezza - Comportamento aggressivo - Depressione | - Tremori                    | - Allucinazioni - Ideazione suicida |                    |
| Malattie gastrointestinali                       | - Dolore addominale - Diarrea - Nausea - Vomito | - Secchezza delle fauci - Dispepsia |                              |                                     |                    |
| Malattie cardiache                               |                                                 | | - Palpitazioni e tachicardia |                                     |                    |
| Malattie respiratorie, toraciche e mediastiniche |                                                 | - Epistassi |                              | - Sindrome di Churg-Strauss(1)      |                    |
| Malattie epatiche e biliari                      | - Aumento delle transaminasi (AST ed ALT)       | |                              | - Epatite                           |                    |
| Disturbi della cute e del tessuto sottocutaneo   | - Eruzione cutanea                              | - Orticaria - Prurito | - Angioedema                 | - Eritema nodoso                    |                    |
| Disturbi sistemici                               | - Febbre                                        | - Astenia - Affaticamento - Malessere generale - Edema                                                                                           |                              |                                     |                    |
| Malattie muscolo-scheletriche                    |                                                 | - Artralgia - Mialgia - Crampi muscolari |                              |                                     |                    |
| Esami di laboratorio                             |                                                 | - Aumento del tempo di protrombina. |                              |                                     |                    |

(1) In soggetti che fanno uso degli antagonisti recettoriali dei leucotrieni è stata segnalato un minimo aumento dell'incidenza della sindrome di Churg-Strauss, evento che può derivare dallo smascheramento di tale fenomeno autoimmune dopo la sospensione dei farmaci corticosteroidei.
(2) A partire dal 2008 in letteratura medica apparvero degli studi inerenti ad una presunta relazione tra assunzione di montelukast e suicidio. Nel gennaio 2009, la Food and Drug Administration pubblicava uno studio dove veniva dimostrato che, benché non vi fossero ancora dati concernenti ulteriori problemi psichiatrici, poteva escludersi una correlazione tra assunzione di montelukast e tendenza al suicidio. A distanza di alcuni mesi, nel giugno del 2009, sempre la Food and Drug Administration (FDA) emetteva un box warning, per tutti gli antileucotrienici, sulla scorta delle analisi di Farmacovigilanza. In questo avviso l'agenzia del farmaco statunitense segnalava che: Tra gli eventi neuropsichiatrici segnalati, nei casi di sorveglianza post-marketing, vi sono agitazione, aggressività, ansia, alterazioni dei sogni e allucinazioni, depressione, insonnia, irritabilità, irrequietezza, pensieri e comportamenti suicidari (compreso il suicidio) e tremore.
Alcine esperienze di assunzione diretta del farmaco in ambiente esterno alle decisioni della FDA hanno dimostrato - nell'arco di più di 10 anni dal termine della somministrazione - che ci può essere un minimo aumento dell'attività cerebrale notturna legata alla comparsa di sogni o incubi quando lo si assume, ma non maggiore di quando si ha la febbre alta o un disturbo gastrico in notturna, quindi merita prenderlo nei casi in cui rimuove definitivamente l'asma senza grossi problemi aggiuntivi. In questi casi, il beneficio del farmaco è enorme ed indubbio. La naturale ed innata intelligenza dell'individuo che assume il farmaco non viene alterata, anzi; il cervello e la psiche funzionano benissimo. Purtroppo, però, il farmaco non aumenta l'intelligenza altrui - per questo sono necessari altri rimedi. Si consiglia, sempre e soltanto per esperienza diretta di assunzione del farmaco, di rivolgersi a chi di competenza per selezionare negli anni ciò che è opportuno e che non è opportuno ingerire o inalare e ciò con cui è opportuno o non opportuno entrare in contatto per mantenere sotto controllo, comunque e nel tempo, l'istamina.

## Controindicazioni
La sospensione del corticosteroide a favore dell'inibitore recettoriale per i leucotrieni dovrebbe essere evitata in soggetti con notevole eosinofilia, poiché tali farmaci non sono in grado di deprimere le reazioni sistemiche sostenute dagli eosinofili.

## Dosi terapeutiche
Nei soggetti adulti e negli adolescenti con più di 15 anni di età la dose consigliata è pari a 10 mg al giorno, da assumersi preferibilmente la sera. Il farmaco può essere assunto con o senza cibo e deve continuare ad essere assunto anche quando l'asma è sotto controllo, così come durante le fasi di peggioramento dell'asma.
In alcuni soggetti può essere necessario ricorrere all'assunzione di dosi maggiori. Il montelukast viene sovente assunto con una posologia di 20 mg per due volte al giorno. 
L'elevata compliance dell'assunzione orale di compresse rende questi farmaci particolarmente adatti ai bambini e a soggetti che non tollerano l'insufflazione del preparato farmacologico.
Montelukast, rispetto a zafirlukast, è maggiormente indicato nei bambini tra i 2 e i 5 anni (compresse masticabili da 4 mg) e nei bambini dai 4 ai 6 mesi (come granulato da 4 mg).

## Gravidanza e allattamento
La Food and Drug Administration (FDA) ha inserito il montelukast in classe B per l'uso in gravidanza. In questa classe sono inseriti i farmaci i cui studi riproduttivi sugli animali non hanno mostrato un rischio per il feto e per i quali non esistono studi controllati sull'uomo e i farmaci i cui studi sugli animali hanno mostrato un effetto dannoso (oltre a un decremento della fertilità) che non è stato confermato con studi controllati in donne nel I trimestre (e non c'è evidenza di danno nelle fasi avanzate della gravidanza).
Studi effettuati sui ratti hanno mostrato che montelukast viene escreto nel latte materno. Non è noto se la molecola venga escreta nel latte delle donne che allattano al seno. Si rende pertanto necessario valutare con attenzione il rapporto rischio/beneficio di un'eventuale terapia.

## Avvertenze
Pazienti pediatrici: la somministrazione di montelukast per periodi prolungati non altera il profilo di crescita lineare del bambino.